# Колијур
Колијур (фр. Collioure) насеље је и општина у јужној Француској у региону Лангдок-Русијон, у департману Источни Пиринеји која припада префектури Сере.
По подацима из 2011. године у општини је живело 3036 становника, а густина насељености је износила 233,18 становника/km². Општина се простире на површини од 13,02 km². Налази се на средњој надморској висини од 10 метара (максималној 655 m, а минималној 0 m).

## Демографија
| 1962. | 1968. | 1975. | 1982. | 1990. | 1999. | 2011. |
| ----- | ----- | ----- | ----- | ----- | ----- | ----- |
| 2.652 | 2.525 | 2.516 | 2.527 | 2.726 | 2.763 | 3.036 |

График промене броја становника у току последњих година